# Chlorophorus semikanoi
Chlorophorus semikanoi är en skalbaggsart som beskrevs av Hayashi 1974. Chlorophorus semikanoi ingår i släktet Chlorophorus och familjen långhorningar.
Artens utbredningsområde är Taiwan. Inga underarter finns listade i Catalogue of Life.